# Titus Buberník
Titus Buberník (* 12. Oktober 1933 in Pusté Úľany, Okres Galanta, Tschechoslowakei, heute Slowakei; † 27. März 2022) war ein tschechoslowakischer Fußballspieler.

## Karriere
Der 178 Zentimeter große Mittelfeldspieler begann seine Karriere 1945 in der Jugend des ŠK Slovan Bratislava, wo er die folgenden fünf Jahre verbrachte. 1951 spielte er kurzzeitig in der Jugend des ZSJ Masna Kročehlavy. Als Fußballprofi stand Buberník bei TJ Spartak Košice VSS (1953–1956), CH Bratislava (1956–1968), dem LASK Linz (1968–1970), TJ Trnávka Bratislava (1970–1972) und Slovan Viedeň Trnávka (1972–1974) unter Vertrag. 1959 gewann er die Tschechoslowakische Fußballmeisterschaft, drei Jahre später wurde er „Zaslúžilý majster športu“.
Am 17. Juni 1958 gab der Tschechoslowake sein Nationalmannschaftsdebüt im Weltmeisterschaftsspiel gegen Nordirland (1:2 nach Verlängerung). Außerdem stand er bei der Europameisterschaft 1960 (zwei Spiele für den EM-Dritten) sowie der Weltmeisterschaft 1962 (kein Einsatz für den Vizeweltmeister) im Kader der Nationalmannschaft. Am 3. November 1963 bestritt Buberník im Freundschaftsspiel gegen Jugoslawien sein letztes Länderspiel. Insgesamt bestritt er 23 Spiele für die Nationalmannschaft, in denen er fünf Tore – alle während der Europameisterschaftsqualifikation für 1960, siehe dazu Liste der Torschützenkönige der Fußball-Europameisterschaften der Männer – erzielte.

## Erfolge
- IFC-Sieger 1963, 1964
- Tschechoslowakischer Meister 1959 (Diesen Titel beansprucht auch Inter Bratislava für sich.)

## Sonstiges
Nach seiner aktiven Karriere trainierte Buberník den FK Inter Bratislava, TJ Trnávka Bratislava, Slovan Viedeň Trnávka sowie den TJ Spartak Kablo Kladno.
1965 promovierte Buberník an der Comenius-Universität Bratislava zum Doktor der Rechte. Er starb im März 2022 im Alter von 88 Jahren.